# The Fable of the Regular Beanery and the Preachy Newcomer
The Fable of the Regular Beanery and the Preachy Newcomer è un cortometraggio muto del 1914. Il nome del regista non viene riportato.
Il soggetto è tratto da una storia di George Ade.

## Produzione
Il film fu prodotto dalla Essanay Film Manufacturing Company.

## Distribuzione
Distribuito dalla General Film Company, il film (un cortometraggio di una bobina) uscì nelle sale cinematografiche statunitensi il 2 settembre 1914.